# 高定
高 定（こう てい）
- 『封神演義』に登場する崇黒虎の武将。
- 唐の官吏、学者。『経通』（易経）の著者のひとり。
- 清前期の反乱軍の指導者。康熙帝の代に反乱を起こした。
- 下記の本項を参照。

高 定（こう てい、? - 225年）は、中国後漢末期から三国時代にかけての人物。益州南部の越巂郡の出身。タイ系叟族の王である（「後主伝」）。『三国志』蜀志や『華陽国志』南中志に記されている。

## 生涯
新道県を包囲したが、李厳が援軍に駆けつけたため敗走した（「李厳伝」）。
223年、建寧郡の有力者である雍闓が呉と通じ、太守を殺害したり捕縛するなど反乱を起こした。同年夏には牂牁郡太守（又は郡丞）の朱褒も雍闓に呼応した。このような状況下、高定も再び越巂郡で反乱を起こし、太守である焦璜を殺害したという（『華陽国志』）。
呉より永昌太守に任じられた雍闓と共に、蜀漢の永昌郡に侵攻したが、呂凱らが人心を統率し郡境を閉ざしたため、落すことができなかった（「呂凱伝」）。
225年春3月、諸葛亮が南征の軍を起こすと、雍闓との間に確執が生じ、高定の部下が雍闓を殺害した（「呂凱伝」）。
高定は諸葛亮・李恢が率いる討伐軍と戦うも再び敗北、捕らえられて晒し首に処された（『華陽国志』）。
越巂郡はこうして平定されたが、諸葛亮の帰還後も異民族の反乱が再発し、その度に李恢が鎮圧にあたったという（「李恢伝」）。
越巂太守は龔禄や焦璜が殺されて以降、任じられた者も恐れて郡内に入らず、越嶲郡は名目上の存在となっていたが、240年に太守に任命された張嶷が蜀漢の支配を回復した（「張嶷伝」）。

## 三国志演義での高定
小説『三国志演義』では、越巂太守として登場する。劉備死後の蜀に不満を持ち、南蛮王孟獲に扇動された他の益州二郡の太守と同調し反乱を起こす。しかし、部下の鄂煥が諸葛亮の捕虜となり、また諸葛亮の「離間の策」によって雍闓と朱褒の仲が裂かれ、さらに雍闓が鄂煥に討たれてしまう。このため高定は諸葛亮へ帰順することに決める。しかし諸葛亮から疑われ、朱褒の首級を取ってくるよう命じられることになる。高定は命令に従って朱褒を攻め滅ぼしたため、その功績から益州南部三郡を任せられる設定となっている。